# Esteban Mayo
Esteban Oliverio Márquez Covarrubias (Ciudad de México, 5 de enero de 1927-Ibidem, 3 de junio de 2018), conocido como Esteban Mayo, fue un actor, empresario, astrólogo y diseñador de moda mexicano.

## Primeros años
Nació en 1927 en la colonia Portales de la Ciudad de México, era hijo de la escritora y empresaria Carmen Covarrubias; estudió para médico cirujano en la Facultad de Medicina de la Universidad Nacional Autónoma de México; sin embargo, nunca ejerció.

## Actuación
Hizo su debut a los 18 años y tuvo una carrera relativamente exitosa como actor. Trabajó algunos papeles secundarios, pero la mayoría de sus apariciones en pantalla fueron como extra. Decidió retirarse de la actuación a los 22 años para dedicarse a los negocios. Sin embargo, el productor Manuel Altolaguirre lo convenció de hacer una última película con un papel protagónico; la película sería Subida al cielo, de Luis Buñuel, donde interpretó el papel de Oliverio Grajales.

## Moda
Luego de su retiro de la actuación, padeció fiebre de Malta, enfermedad que lo postró en cama por una larga temporada; solo podía dibujar y se convirtió en florista, abrió la florería "Mayo", de la cual obtiene su nombre artístico por la insistencia de sus clientes por llamarlo así, y gradualmente se dedicó al diseño de moda, tras participar en el concurso de aparadores de la Ciudad de México, creando un vestido de novia que luego le pediría para su boda una mujer de Taxco de Alarcón. Entre sus clientas estuvieron Farah Pahlaví, Jacqueline Kennedy Onassis, Grace Kelly, Margarita del Reino Unido, Federica de Hannover, Sofía de Grecia y otras. Se retiró tras el asesinato de John F. Kennedy y cerró su casa de modas para dedicarse a la astrología.

## Astrología
Desde los años 1980 se dedicó a dar el horóscopo en distintos medios, a escribir libros de astrología y a dar conferencias sobre el tema. Asimismo, fundó el pasaje esotérico de la Plaza de las Estrellas.

## Vida personal
Falleció el 3 de junio de 2018, tras un año de tratamiento, por complicaciones en los riñones.

## Filmografía

### Como actor
- 1964 Los novios de mis hijas (en los créditos, como Esteban Márquez)
- 1952 Subida al cielo (como Oliverio Grajales; en los créditos, como Esteban Márquez).
- 1951 Sentenciado a muerte (en los créditos, como Esteban Márquez).
- 1950 Sobre las olas (como Roberto; sin crédito).
- 1950 Vagabunda (como un ladrón atropellado; sin crédito).
- 1950 El desalmado (como el agente Fernández; sin crédito).
- 1950 Pasión jarocha (en los créditos, como Esteban Márquez).
- 1950 La negra Angustias (como el compadre de Melitón; en los créditos, como Esteban Márquez).
- 1949 El charro y la dama (como un invitado al baile; sin crédito).
- 1949 La mujer que yo perdí (como Vitoriano; sin crédito).

### Como vestuarista
- 1970 Claudia y el deseo
- 1970 Tres noches de locura[8]
- 1971 El juicio de los hijos

## Libros
- Tu signo ascendente (1998)
- Los misterios (1991)
- ¡Quién eres tú! (1983)
- Debemos perdonar a Dios (1978)